# Цветков, Даниил Сергеевич
Даниил Сергеевич Цветков (род.25 июня  1984, в Казахстане) — российский пианист, музыкальный педагог. Лауреат Гран-При III Международного конкурса пианистов в Тбилиси (2005), первой премии III Международного конкурса пианистов в Алма-Ате (2006), первой премии Международного конкурса пианистов в Порто (2007), первой премии Международного конкурса пианистов «Spanish composers» (2007), второй премии Международного конкурса пианистов «Animato Prix» (2008), первой премии Международного конкурса пианистов в Луизиане (2009), первой премии Международного конкурса пианистов «Lleida piano competition» (2010), первой премии Международного конкурса пианистов «Ferrol piano competition» (2010), первой премии II Международного конкурса пианистов в Орландо (2011), первой премии Международного конкурса пианистов им. Клаудио Аррау (2012), второй премии Международного конкурса пианистов «Svetislav Stancic» (2014).

## Биография
Даниил Цветков родился в Казахстане в 1984 году. В 2003 году окончил Центральную музыкальную школу при Московской консерватории. В 2009 году завершил обучение в Московской консерватории имени П. И. Чайковского. В 2012 году окончил ассистентуру-стажировку в классе профессора Наталии Трулль. С 2018 года стал преподавать в Центральной музыкальной школе при Московской консерватории.
Его виртуозное владение инструментом слышали зрители престижных российских и заграничных концертных залов — Большой, Малый и Рахманиновский залы Московской консерватории, Камерный зал ММДМ, Камерный зал Московской филармонии, Большой зал Киевской Государственной филармонии, Большой зал Тбилисской филармонии, Большой зал Тбилисской консерватории, AOI Hall в Шизуоке, зал им. Альфреда Корто в Париже, концертные залы Испании, Австралии, Марокко, Швейцарии, США, Норвегии и других стран.
Даниил принимал участие в ансамблях с известными российскими исполнителями музыки, в числе которых были Николай Саченко, Валентин Урюпин, Евгений Румянцев, Алена Баева, Илья Гайсин. Солистом выступал с концертами с Заслуженным коллективом России оркестром Санкт-Петербургской академической филармонии, Государственным оркестром капеллы Санкт-Петербурга, Большим симфоническим оркестром им. П. И. Чайковского, Государственным симфоническим оркестром «Новая Россия», Государственным симфоническим оркестром Тбилиси, Белградским филармоническим оркестром, Румынским симфоническим оркестром «Bacau», оркестром «Winterthur Musikkollegium» (Швейцария), Национальным оркестром Порто. Работал и выступал с такими известными дирижёрами, как Евгений Бушков, Томас Зандерлинг, Жан-Бернар Помье, Владимир Зива, Овидиу Балан и Стюард Стрэдфорд.
Как пианист оркестра неоднократно с концертными программами выступал под руководством Теодора Курентзиса с оркестром «MusicAeterna».